# Arrondissement (Benin)
Arrondissements sind Verwaltungseinheiten in Benin, die den Departements und Kommunen folgen. Sie umfassen wiederum Dörfer und können oft mehrere Quartiers oder Stadtteile/Stadtquartiere umfassen. Derzeit gibt es 545 Arrondissements.
Die Arrondissements sind, geordnet nach Departements und Gemeinden, wie folgt:

## Alibori

### Banikoara
Banikoara, Founougo, Gomparou, Goumori, Kokey, Kokiborou, Ounet, Sompérékou, Soroko, Toura

### Gogounou
Bagou, Gogounou, Gounarou, Ouara, Sori, Zoungou-Pantrossi

### Kandi
Angaradébou, Bensékou, Donwari, Kandi I, Kandi II, Kandi III, Kassakou, Saah (Benin), Sam, Sonsoro

### Karimama
Birni-Lafia, Bogo-Bogo, Karimama, Kompa, Monsey

### Malanville
Garou, Guéné, Malanville, Madécali, Tomboutou

### Ségbana
Libantè, Liboussou, Lougou, Ségbana, Sokotindji

## Atakora

### Boukoumbé
Boukoumbé, Dipoli, Korontière, Kossoucoingou, Manta, Natta, Tabota

### Cobly
Cobly, Datori, Kountori, Tapoga

### Kérou
Brignamaro, Firou, Kérou, Koabagou

### Kouandé
Birni, Chabi-Couma, Fô-Tancé, Guilmaro, Kouandé, Oroukayo

### Matéri
Dassari, Gouandé, Matéri, Nodi, Tantéga, Tchianhoun-Cossi

### Natitingou
Kotopounga, Kouaba, Koundata, Natitingou I, Natitingou II, Natitingou III, Natitingou IV, Perma, Tchoumi-Tchoumi

### Péhunco
Gnémasson, Péhunco, Tobré

### Tanguiéta
Cotiakou, N’Dahonta, Taiakou, Tanguiéta, Tanongou

### Toucountouna
Kouarfa, Tampégré, Toucountouna

## Atlantique

### Abomey-Calavi
Abomey-Calavi, Akassato, Godomey, Golo-Djigbé, Hévié, Kpanroun, Ouédo, Togba, Zinvié

### Allada
Agbanou, Ahouannonzoun, Allada, Attogon, Avakpa, Ayou, Hinvi, Lissègazoun, Lon-Agonmey, Sékou, Togoudo, Tokpa-Avagoudo

### Kpomassè
Aganmalomè, Agbanto, Agonkanmè, Dedomè, Dekanmè, Kpomassè, Ségbeya, Ségbohoué, Tokpa-Domè

### Ouidah
Avlékété, Djégbadji, Gakpè, Ouakpé-Daho, Ouidah I, Ouidah II, Ouidah III, Ouidah IV, Pahou, Savi

### Sô-Ava
Ahomey-Lokpo, Dékanmey, Ganvié I, Ganvié II, Houédo-Aguékon, Sô-Ava, Vekky

### Toffo
Agué, Colli-Agbamè, Coussi, Damè, Djanglanmè, Houégbo, Kpomé, Sè, Séhouè, Toffo-Agué

### Tori-Bossito
Avamè, Azohouè-Aliho, Azohouè-Cada, Tori-Bossito, Tori-Cada, Tori-Gare

### Zè
Adjan, Dawé, Djigbé, Dodji-Bata, Hékanmè, Koundokpoè, Sèdjè-Dénou, Sèdjè-Houégoudo, Tangbo-Djevié, Yokpo, Zè

## Borgou

### Bembèrèkè
Bembèrèkè, Béroubouay, Bouanri, Gamia, Ina

### Kalalè
Basso, Bouka, Dèrassi, Dunkassa, Kalalè, Péonga

### N’Dali
Bori, Gbégourou, N’Dali, Ouénou, Sirarou

### Nikki
Biro, Gnonkourakali, Nikki, Ouénou, Sérékalé, Suya, Tasso

### Parakou
1er Arrondissement (Parakou), 2ème Arrondissement (Parakou), 3ème Arrondissement (Parakou)

### Pèrèrè
Gninsy, Guinagourou, Kpané, Pébié, Pèrèrè, Sontou

### Sinendé
Fô-Bourè, Sèkèrè, Sikki, Sinendé

### Tchaourou
Alafiarou, Bétérou, Goro, Kika, Sanson, Tchaourou, Tchatchou

## Collines

### Bantè
Agoua, Akpassi, Atokoligbé, Bantè, Bobè, Gouka, Koko, Lougba, Pira

### Dassa-Zoumè
Akofodjoulè, Dassa I, Dassa II, Gbaffo, Kèrè, Kpingni, Lèma, Paouingnan, Soclogbo, Tré

### Glazoué
Aklankpa, Assanté, Glazoué, Gomè, Kpakpaza, Magoumi, Ouèdèmè, Sokponta, Thio, Zaffé

### Ouèssè
Challa-Ogoi, Djègbè, Gbanlin, Kèmon, Kilibo, Laminou, Odougba, Ouèssè, Toui

### Savalou
Djaloukou, Doumè, Gobada, Kpataba, Lahotan, Lèma, Logozohoué, Monkpa, Ottola, Ouèssè, Savalou-Aga, Savalou-Agbado, Savalou-Attakè, Tchetti

### Savé
Adido, Bèssè, Boni, Kaboua, Ofè, Okpara, Plateau, Sakin

## Couffo

### Aplahoué
Aplahoué, Atomè, Azovè, Dekpo, Godohou, Kissamey, Lonkly

### Djakotomey
Adjintimey, Bètoumey, Djakotomey I, Djakotomey II, Gohomey, Houègamey, Kinkinhoué, Kokohoué, Kpoba, Sokouhoué

### Dogbo
Ayomi, Dèvè, Honton, Lokogohoué, Madjrè, Tota, Totchagni

### Klouékanmè
Adjanhonmè, Ahogbèya, Aya-Hohoué, Djotto, Hondji, Klouékanmè, Lanta, Tchikpé

### Lalo
Adoukandji, Ahondjinnako, Ahomadégbé, Banigbé, Gnizounmè, Hlassamè, Lalo, Lokogba, Tchito, Tohou, Zalli

### Toviklin
Adjido, Avédjin, Doko, Houédogli, Missinko, Tannou-Gola, Toviklin

## Donga

### Bassila
Aledjo-Koura, Bassila, Manigri, Pénéssoulou

### Copargo
Anandana, Copargo, Pabégou, Singré

### Djougou
Barei, Bariénou, Bélléfoungou, Bougou, Djougou I, Djougou II, Djougou III, Kolokondé, Onklou, Patargo, Pélébina, Sérou

### Ouaké
Badjoudè, Kondé, Ouaké, Sèmèrè I, Sèmèrè II, Tchalinga

## Littoral

### Cotonou
1er Arrondissement, 2ème Arrondissement, 3ème Arrondissement, 4ème Arrondissement, 5ème Arrondissement, 6ème Arrondissement, 7ème Arrondissement, 8ème Arrondissement, 9ème Arrondissement, 10ème Arrondissement, 11ème Arrondissement, 12ème Arrondissement, 13ème Arrondissement

## Mono

### Athiémè
Adohoun, Atchannou, Athiémè, Dédékpoé, Kpinnou

### Bopa
Agbodji, Badazoui, Bopa, Gbakpodji, Lobogo, Possotomè, Yégodoé

### Comé
Agatogbo, Akodéha, Comé, Ouèdèmè-Pédah, Oumako

### Grand-Popo
Adjaha, Agoué, Avloh, Djanglanmey, Gbéhoué, Grand-Popo, Sazoué

### Houéyogbé
Dahé, Doutou, Honhoué, Houéyogbé, Sè, Zoungbonou

### Lokossa
Agamé, Houin, Ouèdèmè-Adja, Koudo, Lokossa

## Ouémé

### Adjarra
Adjarra I, Adjarra II, Aglogbé, Honvié, Malanhoui, Médédjonou

### Adjohoun
Adjohoun, Akpadanou, Awonou, Azowlissè, Dèmè, Gangban, Kodè, Togbota

### Aguegues
Avagbodji, Houédomè, Zoungamè

### Akpro-Missérété
Akpro-Missérété, Gomè-Sota, Katagon, Vakon, Zoungbomè

### Avrankou
Atchoukpa, Avrankou, Djomon, Gbozounmè, Kouty, Ouanho, Sado

### Bonou
Affamè, Atchonsa, Bonou, Damè-Wogon, Houinviguè

### Dangbo
Dangbo, Dékin, Gbéko, Houédomey, Hozin, Késsounou, Zounguè

### Porto-Novo
1er Arrondissement, 2ème Arrondissement, 3ème Arrondissement, 4ème Arrondissement, 5ème Arrondissement

### Sèmè-Kpodji
Agblangandan, Aholouyèmè, Djrègbè, Ekpé, Sèmè-Kpodji, Tohouè

## Plateau

### Adja-Ouèrè
Adja-Ouèrè, Ikpinlè, Kpoulou, Massè, Oko-Akarè, Totonnoukon

### Ifangni
Banigbé, Daagbé, Ifangni, Ko-Koumolou, Lagbé, Tchaada

### Kétou
Adakplamé, Idigny, Kpankou, Kétou, Odometa, Okpometa

### Pobè
Ahoyéyé, Igana, Issaba, Pobè, Towé

### Sakété
Aguidi, Ita-Djèbou, Sakété I, Sakété II, Takon, Yoko

## Zou

### Abomey
Agbokpa, Dètohou, Djègbè, Hounli, Sèhoun, Vidolè, Zounzounmè

### Agbangnizoun
Adahondjigon, Adingningon, Agbangnizoun, Kinta, Kpota, Lissazounmè, Sahé, Siwé, Tanvé, Zoungoudo

### Bohicon
Agongointo, Avogbana, Bohicon I, Bohicon II, Gnidjazoun, Lissèzoun, Ouassaho, Passagon, Saclo, Sodohomè

### Covè
Adogbé, Gounli, Houéko, Houen-Hounso, Lainta-Cogbè, Naogon, Soli, Zogba

### Djidja
Agondji, Agouna, Dan, Djidja, Dohouimè, Gobè, Monsourou, Mougnon, Oungbègamè, Outo, Setto, Zoukou

### Ouinhi
Dasso, Ouinhi, Sagon, Tohoué

### Za-Kpota
Allahé, Assalin, Houngomey, Kpakpamè, Kpozoun, Za-Kpota, Za-Tanta, Zèko

### Zagnanado
Agonli-Houégbo, Banamè, Don-Tan, Dovi, Kpédékpo, Zagnanado

### Zogbodomey
Akiza, Avlamè, Cana I, Cana II, Domè, Koussoukpa, Kpokissa, Massi, Tanwé-Hessou, Zogbodomey, Zoukou